# Clarissen-coletinen

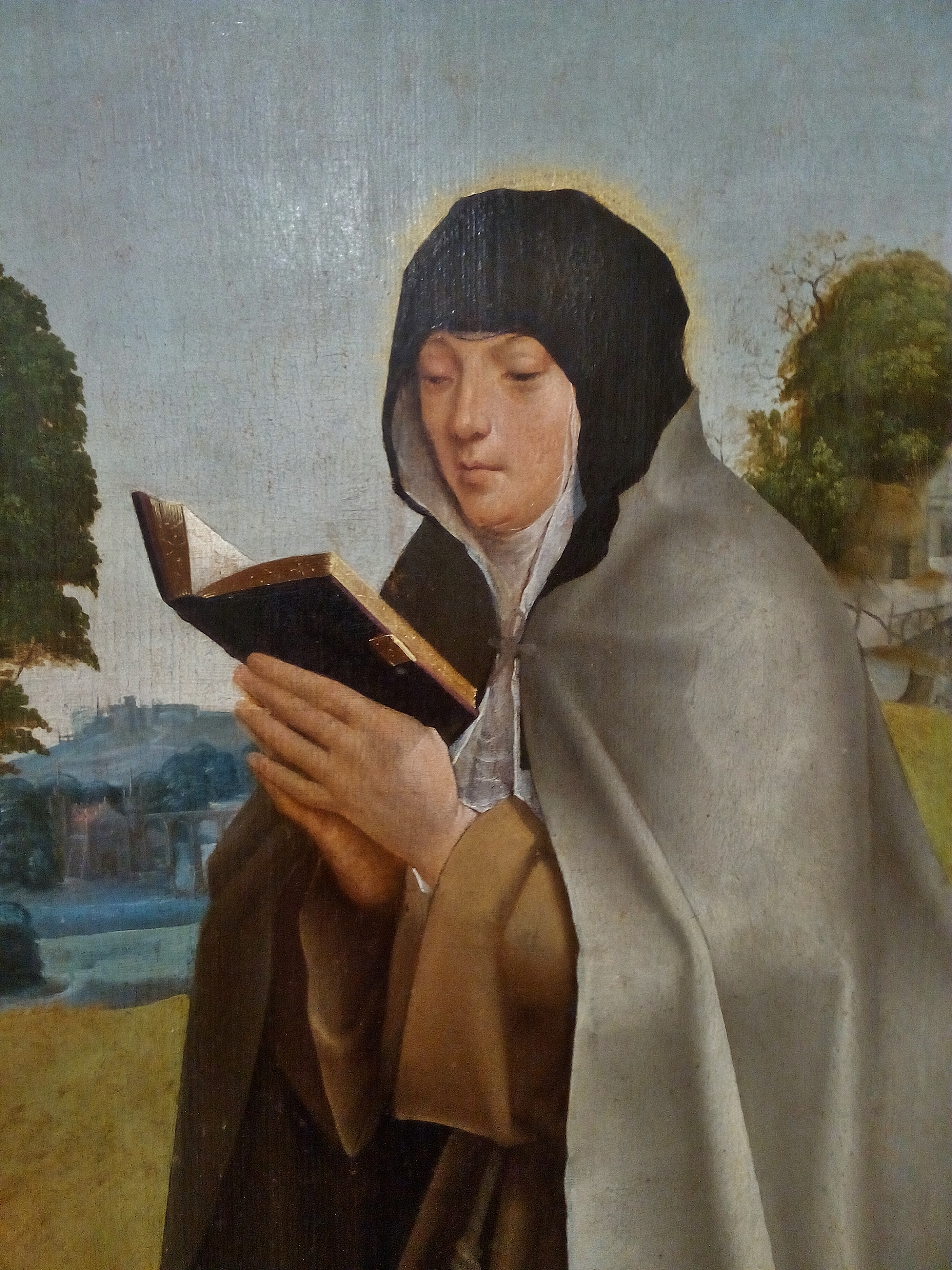
De heilige Coleta

De zusters clarissen-coletinen (Latijn: Ordo Sanctae Clarae reformationis ab Coleta) zijn een kloosterorde, ontstaan als afsplitsing van de clarissen en genoemd naar de stichter Nicolette Boëllet (1381–1447) – bekend als de heilige Coleta.

## Geschiedenis
Na aanvankelijk als kluizenares te hebben geleefd, trad Nicolette  (zr. Coleta) toe tot de Derde Orde van Sint-Franciscus en vervolgens sloot ze zich aan bij de orde van de Clarissen. Paus Benedictus gaf haar de opdracht bestaande kloosters te hervormen en nieuwe kloosters te stichten. Hiermee legde zij de basis voor de orde van de coleti(e)nen, een strenge orde gebaseerd op armoede en soberheid.
Tussen 1442 en 2022 was er een coletinenklooster in Gent (Monasterium Bethlehem).
In 1889 werd vanuit het Belgische Roeselare het eerste clarissen-coletinenklooster van Nederland in Tilburg gesticht. Anno 2016 leefden in Nederland (Someren) vier ordeleden.

## Kloosterregel
De zusters leven in het slot in ononderbroken stilzwijgen. Zij hebben enkel toegang tot een spreekkamer in bepaalde periodes van het jaar mits toelating van de abdis. De zuster gaan altijd blootvoets en mogen geen bezittingen hebben. Zij vasten alle dagen behalve op zondagen en Kerstmis, en eten geen vlees. De zusters moeten het officie stipt bijwonen en ontvangen elke zondag de communie.